# سودانيون
السودانيون
التركيبة السكانية في السودان

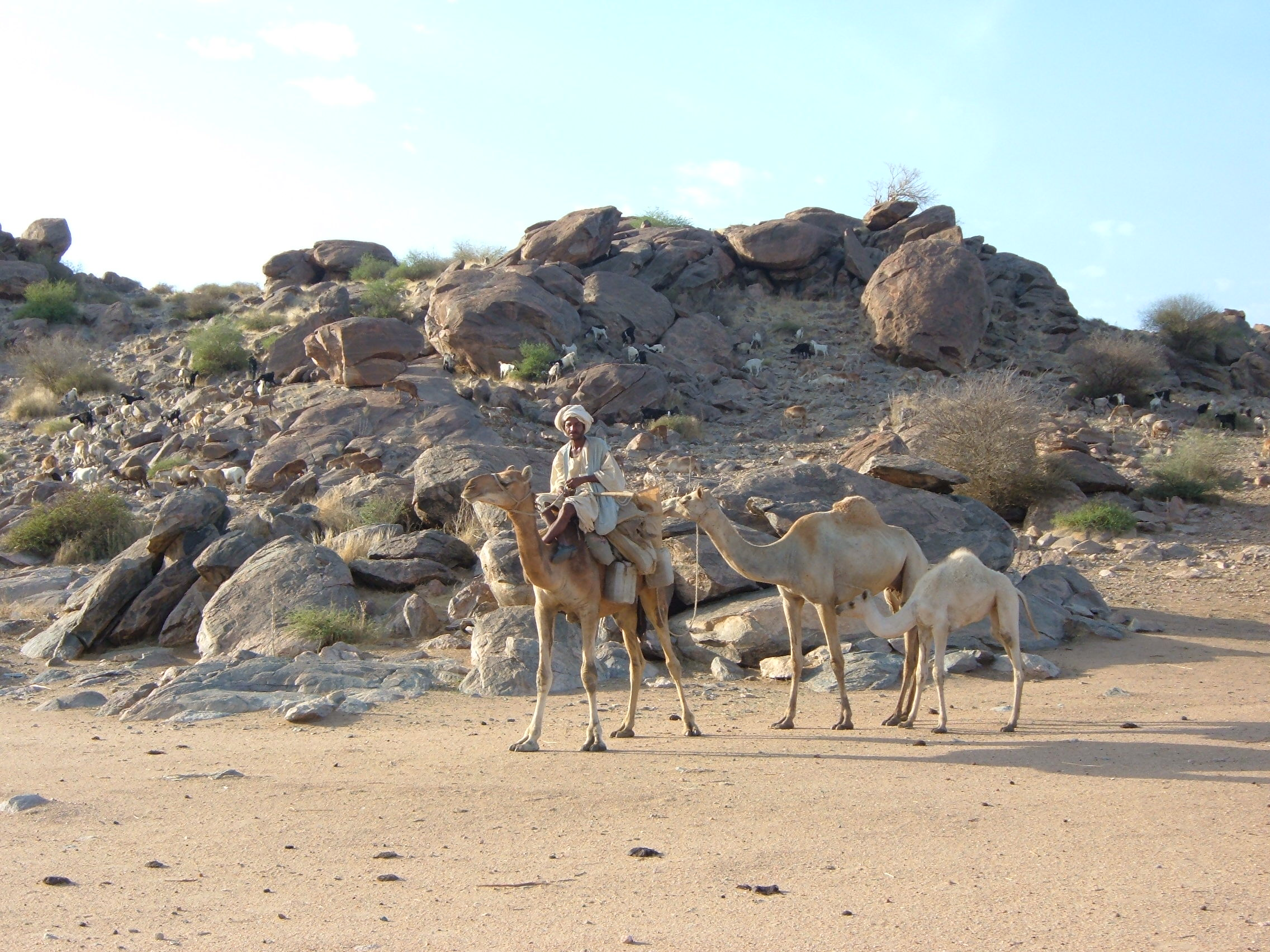
البدو في السودان

يتكوّن المجتمع السوداني من مزيج متنوع من القبائل العربية والأفريقية.
تنتشر القبائل العربية بشكل واسع في وسط السودان، بينما يظهر وجودها بدرجات متفاوتة .اقي السودان
أما المجموعات الأفريقية، فتُقسم عادة إلى ثلاث فئات رئيسية:
النوبيون: ويتركزون في شمال السودان.
البجا: ويستوطنون في شرق السودان.
الزنج: وهم المجموعات التي تنتشر في غرب وجنوب السودان.
وتتكوّن التركيبة السكانية من قبائل وعشائر متعددة، منها:
القبائل العربية: مثل الكواهلة (بني كاهل)، قبائل رفاعة الكبرى، الشكرية، الرشايدة، والمجموعة الجعلية.
النوبيون: مثل الدناقلة والحلفاويين.
البجا: الذين يتركزون في شرق السودان.

## الدراسة الجينية والأنثروبولوجية

مناطق تواجد جي 1

في علم الوراثة هابلوغروب جي 1 علامته (M267) هو واي-كروموزوم هابلوغروب الذي هو فرع عن هابلوغروب جي، ترددات الهابلوغروب J1 مرتفعة في وسط السودان (عرب السودان 45%، نوبيين 41%، أقباط 39%، البجا 36%).